# Deir al-Balah
Deir al-Balah (arabisch دير البلح Dair al-Balah, DMG Dayr al-Balaḥ ‚Kloster der Dattelpalme‘) ist eine palästinensische Stadt im Gouvernement Deir al-Balah. Sie liegt zentral im Gazastreifen zwischen Chan Junis und 19 Kilometer südwestlich von Gaza-Stadt und 1,5 Kilometer von der Mittelmeer-Küste entfernt. Die Stadt ist für ihre Dattelpalmen bekannt, nach denen sie benannt ist. Deir al-Balah hatte 2017 laut dem Palästinensischen Zentralamt für Statistik 75.132 Einwohner.

## Etymologie
„Deir al-Balah“, was auf Arabisch „Kloster der Dattelpalme“ bedeutet, wurde nach dem Dattelpalmenhain westlich der Stadt benannt. Sein Name geht auf das späte 19. Jahrhundert zurück, vor dem die Stadt in osmanischen Aufzeichnungen vor Ort als „Deir Mar Jiryis“ oder „Deir al-Khidr“ und „Deir Darum“ bekannt war. „Mar Jiryis“ bedeutet übersetzt „Heiliger Georg“, während sich al-Chidr in der islamischen Tradition entweder auf den Heiligen Georg oder auf Elija beziehen könnte. Die Einwohner von Deir al-Balah assoziierten al-Chidr mit dem Heiligen Georg. Die Stadt wurde nach al-Chidr benannt, dem am meisten verehrten Heiligen in ganz Palästina. Die Einheimischen gehen traditionell davon aus, dass die Moschee in Deir al-Balah, die seinen Namen trägt, sein Grab beherbergt.
Bis zur späteren osmanischen Ära wurde Deir al-Balah auf Arabisch als „Darun“ bezeichnet, was sich vom lateinischen Namen der Siedlung aus der Kreuzfahrerzeit „Darom“ oder „Doron“ ableitete. Dieser Name wurde vom Kreuzfahrer-Chronisten Wilhelm von Tyrus als Verfälschung von domus Graecorum, „Haus der Griechen“ (dar ar-rum), erklärt. In jüngerer Zeit vermutete der Gelehrte Albert Schultens aus dem 18. Jahrhundert, dass seine Wurzeln im althebräischen Namen „Darom“ liegen, vom hebräischen Wortstamm für „Süden“, der sich auf das Gebiet südlich von Lydda bezog.

## Geschichte

### Antike Zeit bis Philister
Die Geschichte von Deir al-Balah reicht bis in die Mitte des 14. Jahrhunderts v. Chr., in die Spätbronzezeit, zurück. Zu dieser Zeit diente es als Außenposten im Neuen Königreich Ägypten an der Grenze zu Kanaan. Während der Herrschaft von König Ramses II. (1303–1213 v. Chr.) wurde Deir al-Balah zur östlichsten von sechs Garnisonsfestungen im östlichen Mittelmeerraum. Die quadratische Festung Deir al-Balah hatte an jeder Ecke vier Türme und einen Stausee. Archäologische Funde in Deir al-Balah enthüllten einen großen altägyptischen Friedhof mit Gräbern, die Schmuck und andere persönliche Gegenstände enthielten. Die Bewohner der Festung verwendeten bei ihren architektonischen Arbeiten traditionelle ägyptische Techniken und künstlerische Gestaltungen. Der kosmopolitische Aspekt der Grenzstätte wird durch die reichen zypriotischen, mykenischen und minoischen Funde bewiesen.

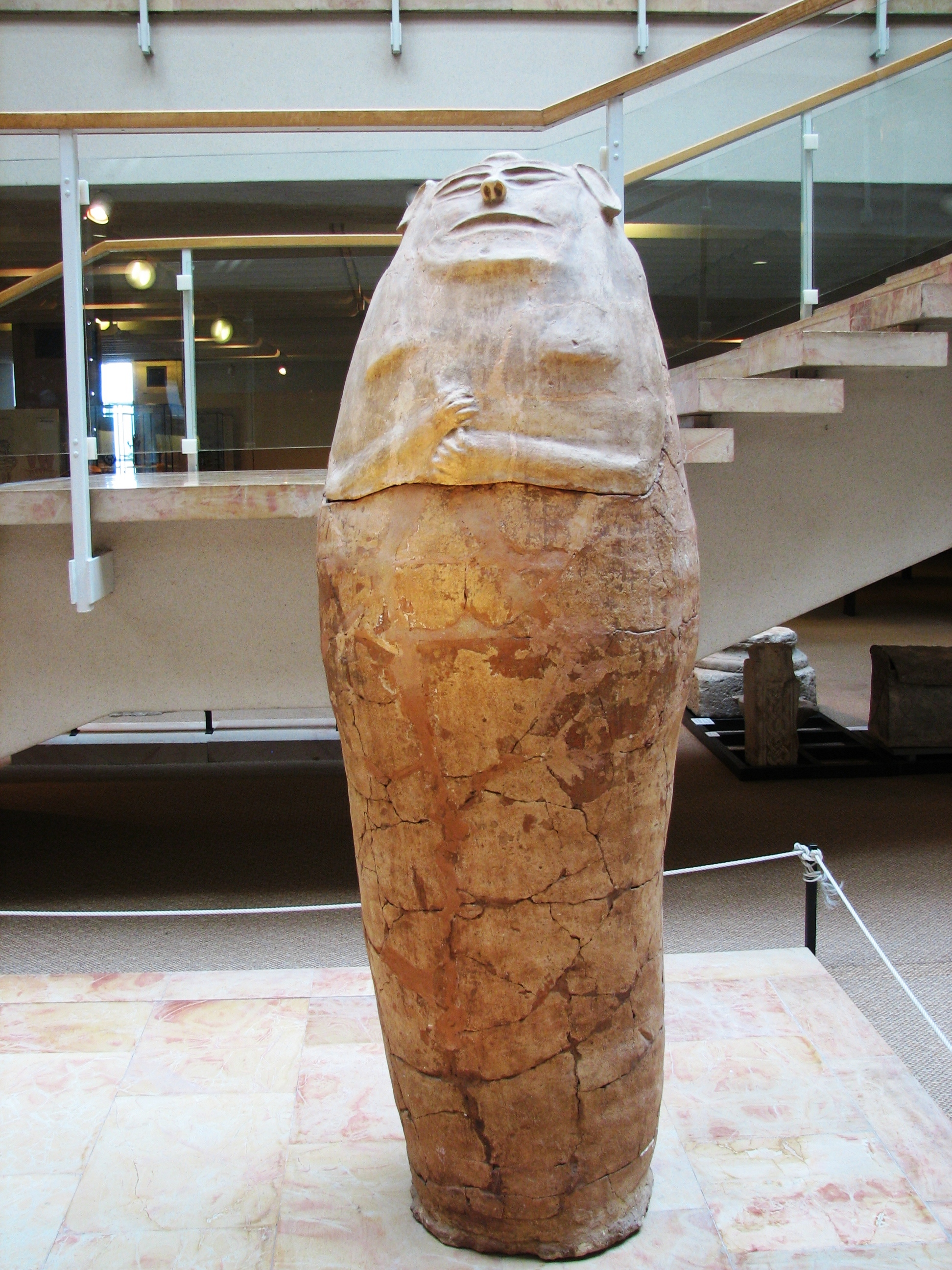
Ein Sarkophag aus der Spätbronzezeit, gefunden in Deir al-Balah, ausgestellt im Hecht Museum in Haifa

Deir al-Balah blieb bis etwa 1150 v. Chr. in ägyptischer Hand, bis die Philister das südliche Küstengebiet Kanaans eroberten. Die Siedlung der Philister dürfte südwestlich der Ausgrabungsstätte gelegen haben; seine Überreste sind unter großen Sanddünen verborgen. Zu den wenigen Funden aus dieser Zeit gehören fünf in die Schichten der Spätbronzezeit gegrabene Gruben, in denen sich Philisterkeramik befand.

### Byzantinische Herrschaft
Während der byzantinischen Herrschaft errichtete der frühchristliche Mönch Hilarion die erste Einsiedelei in Palästina an der Stelle des heutigen Deir al-Balah. Hilarion baute dort zunächst eine kleine Hütte, doch während der Herrschaft von Constantius II. (337–361) richtete er die Einsiedelei ein. Gegen Ende seines Lebens wuchs das Kloster und begann, zahlreiche Besucher anzulocken. Hilarion lebte insgesamt 22 Jahre im Kloster, bis er nach Zypern aufbrach, wo er 371 n. Chr. starb. Die Einsiedelei war in mehrere kleine Zellen unterteilt, die aus Lehmziegeln und Palmenzweigen gebaut waren.
Nach lokaler Überlieferung und Beobachtungen westlicher Reisender im 19. Jahrhundert befindet sich in der Gebetshalle des Klosters Hilarion derzeit die Moschee von al-Khidr. Der französische Entdecker Victor Guérin stellte fest, dass zwei Marmorsäulen in der Moschee möglicherweise Teile des Klosters aus byzantinischer Zeit waren.

### Frühislamische Zeit
Im Jahr 632, während der frühen Periode des Islams in Arabien, startete der muslimische Befehlshaber Usama ibn Zayd einen Angriff auf das byzantinisch gehaltene Deir al-Balah. Der Angriff, bezog sich nicht speziell auf Deir al-Balah, sondern auf das Gebiet südlich von Lydda, zu dem auch das heutige Gebiet Deir al-Balah gehörte.
Der Ort war einer der ersten Orte in der Levante und speziell in Palästina, der nach der Eroberung von Gaza durch Amr ibn al-'As im Jahr 634 vom Rashidun-Kalifat annektiert wurde. Während der frühen muslimisch-arabischen Herrschaft und bis zur Ankunft der Kreuzfahrer im späten 11. Jahrhundert bezog sich der Begriff „Deir“ normalerweise auf den südlichen Bezirk Militärbezirk Jund Filastin, dessen Hauptstadt zwischen den Städten Beit Jibrin oder Hebron schwankte.
Der fatimidische Kalif al-Aziz Billah (reg. 975–996) gewährte seinem bevorzugten arabisch jüdischen Wesir Yaqub ibn Killis ein Lehen im heutigen Deir al-Balah, wie eine Inschrift aus den 980er Jahren in der Stadt-Moschee al-Chidr bezeugt. Zum Lehen gehörte ein großes Anwesen mit Dattelpalmen.

### Kreuzzüge und Rückeroberung durch Sultan Saladin
Deir al-Balah wurde, wahrscheinlich während des zweiten Kreuzzug (nach der Eroberung von Aschkelon 1153 nördlich des Fatimiden-Kalifats) durch König Amalrich I. zu einer Festung ausgebaut. Nach Amalrichs Rückzug aus seiner fünften Offensive gegen Ägypten im Jahr 1170 griff der muslimische General Saladin, der im Namen der Fatimiden kämpfte, die Festung im Rahmen seines Eroberungszugs in das Kreuzfahrerkönigreich Jerusalem an und belagerte sie. Trotz anfänglicher Erfolge wurde Darom weder erobert noch zerstört. Später wurde es eine Hochburg der Tempelritter und des Johanniterordens aus Jerusalem unter der Führung von König Balduin III. Nachdem die muslimische Armee die Kreuzfahrer 1187 in der entscheidenden Schlacht von Hattin besiegt hatte, rückte ihr Sultan Saladin, inzwischen unabhängiger Sultan der Ayyubiden-Dynastie, nach Süden vor und eroberte 1188 sowohl Aschkelon als auch Deir al-Balah. Sein erster Befehl war der Abriss der christlichen Festung, aber er entschied sich später gegen die Zerstörung. Stattdessen entschied er sich die Festung zu einer Garnison umzubauen, welche als Lager für Vorräte und Munition diente und dem Emir (Kommandeur) Alam al-Din al-Hanafi unterstellt war.
Im Jahr 1226 besuchte der arabische Geograph Yaqut al-Hamawi die Stadt und stellte fest, dass es sich „um eine der Städte von Lot“ handelte und eine Burgruine enthielt.

### Mamluken-Herrschaft
Während eines Großteils der Mamluken-Ära stand die Stadt unter der Verwaltung der politisch wichtigen Niyabah von Gaza (Provinz Gaza), die Teil des größeren Mamlaka von Damaskus (Königreich Damaskus) war. Es wurde zu einem Haltepunkt entlang der neu eingeführten regulären Postrouten zwischen Damaskus und Kairo, die von berittenen Boten mit farbigen Schärpen bedient wurden.
Der arabische Historiker Ibn Fadlallah al-Umari erwähnte Deir al-Balah in seiner Liste der Haltepunkte der Route im Jahr 1349 nicht, sondern stellte stattdessen fest, dass das Dorf al-Salqah der einzige Posten zwischen Rafah und Gaza war, was darauf hindeutet, dass die Stadt zu dieser Zeit keine größere Siedlung war. Allerdings widerspricht der ägyptische Historiker al-Qalqaschandī aus dem 14. Jahrhundert al-Umaris Bericht und schreibt, Deir al-Balah sei der letzte Haltepunkt vor Gaza gewesen.

### Osmanisches Reich
Irgendwann vor der osmanischen Eroberung Palästinas im Jahr 1516 oder in den Anfangsjahren der osmanischen Herrschaft erhielt die Stadt ihren eigentlichen Namen, indem der zusätzliche Namen „Deir“, wie in „Deir Darum“ nach seinem Kloster aus byzantinischer Zeit hinzugefügt wurde. Die erste osmanische Steuerzählung im Jahr 1525 ergab, dass Deir al-Balah ein relativ großes Dorf mit einer religiös gemischten Bevölkerung von 87 christlichen Familien und 56 muslimischen Familien war. Im Jahr 1596 war es Teil des Gaza-Sandschak (Distrikt Gaza). Seine anhaltende Bedeutung ergab sich auch aus seiner unmittelbaren Nähe zu Gaza und seiner Lage an der ehemaligen Handelsroute Via Maris.
Der französische Kartograf Pierre Jacotin nannte das Dorf Deir K Helleh auf seiner Karte von 1799.

Ein Jahr später, am 29. Mai 1863, schrieb der französische Entdecker Victor Guérin, dass Deir al-Balah ein kleines, teilweise zerstörtes Dorf mit 350 Einwohnern sei. Der Dattelanbau sei die wichtigste wirtschaftliche Tätigkeit der Einwohner gewesen. Im Jahr 1878 stellte die Palestine Exploration Fund Studie über Westpalästina fest, dass sich Deir al-Balah zu einem großen Dorf aus Lehmhäusern „mit Brunnen und einem kleinen Turm“ entwickelt hatte. Damals diente es als ein Sitz der griechisch-orthodoxen Kirche von Jerusalem.

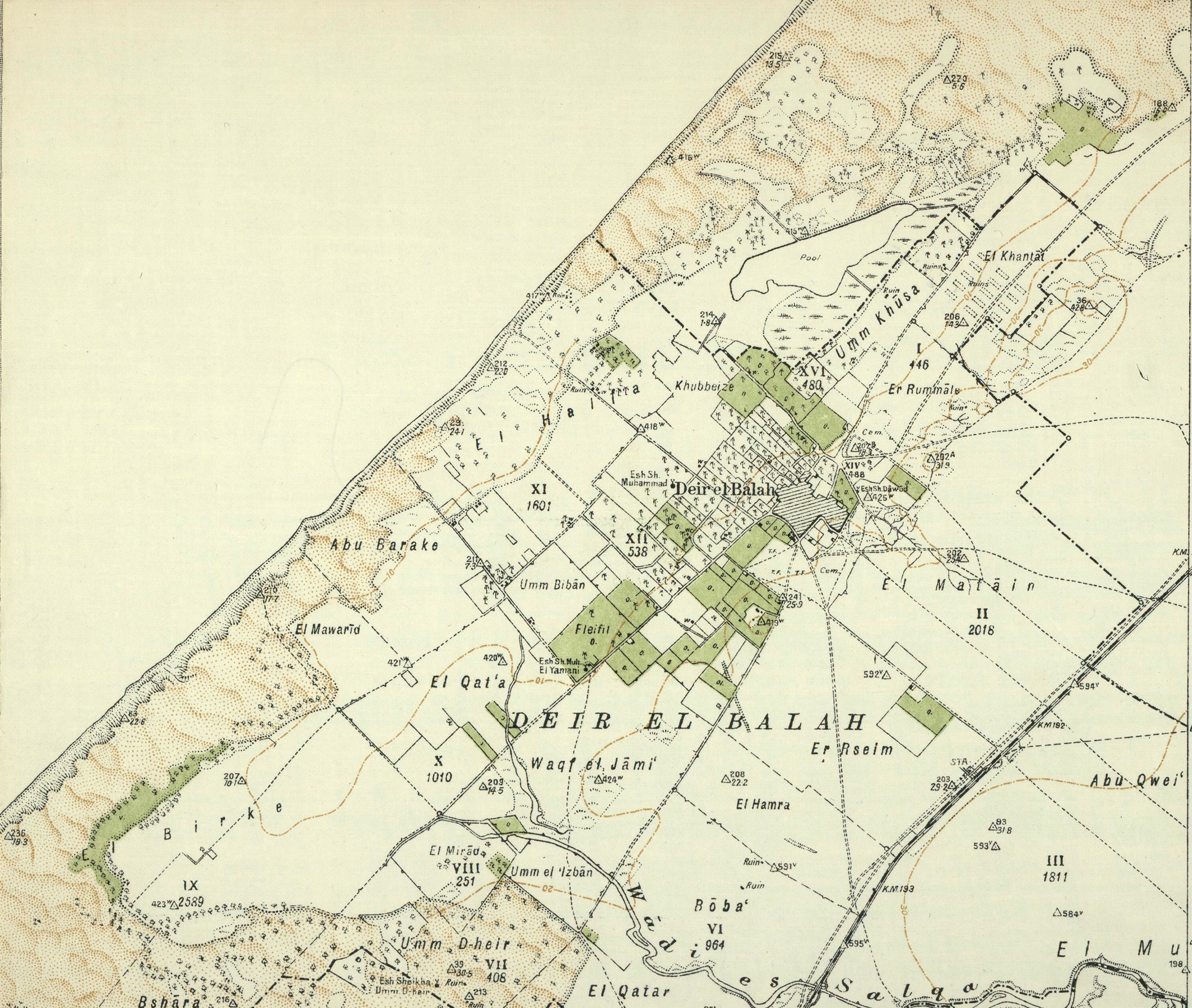
Deir al-Balah auf einer Karte, 1930

### Erster Weltkrieg und britisches Mandat Palästina
Deir al-Balah wurde während des Ersten Weltkrieges an der Palästinafront von der britischen Armee nach der Kapitulation von Chan Junis am 28. Februar 1917 eingenommen. Im April wurden dort ein Flugplatz und ein Armeelager errichtet und Deir al-Balah wurde zum Startpunkt für britische Streitkräfte gegen das von den Osmanen gehaltene Gaza und Beerscheba im Norden bzw. Nordosten. Von den 25 britischen Kriegsfriedhöfen aus dem Ersten Weltkrieg wurde im März 1917 in Deir al-Balah einer der sechs größten errichtet.

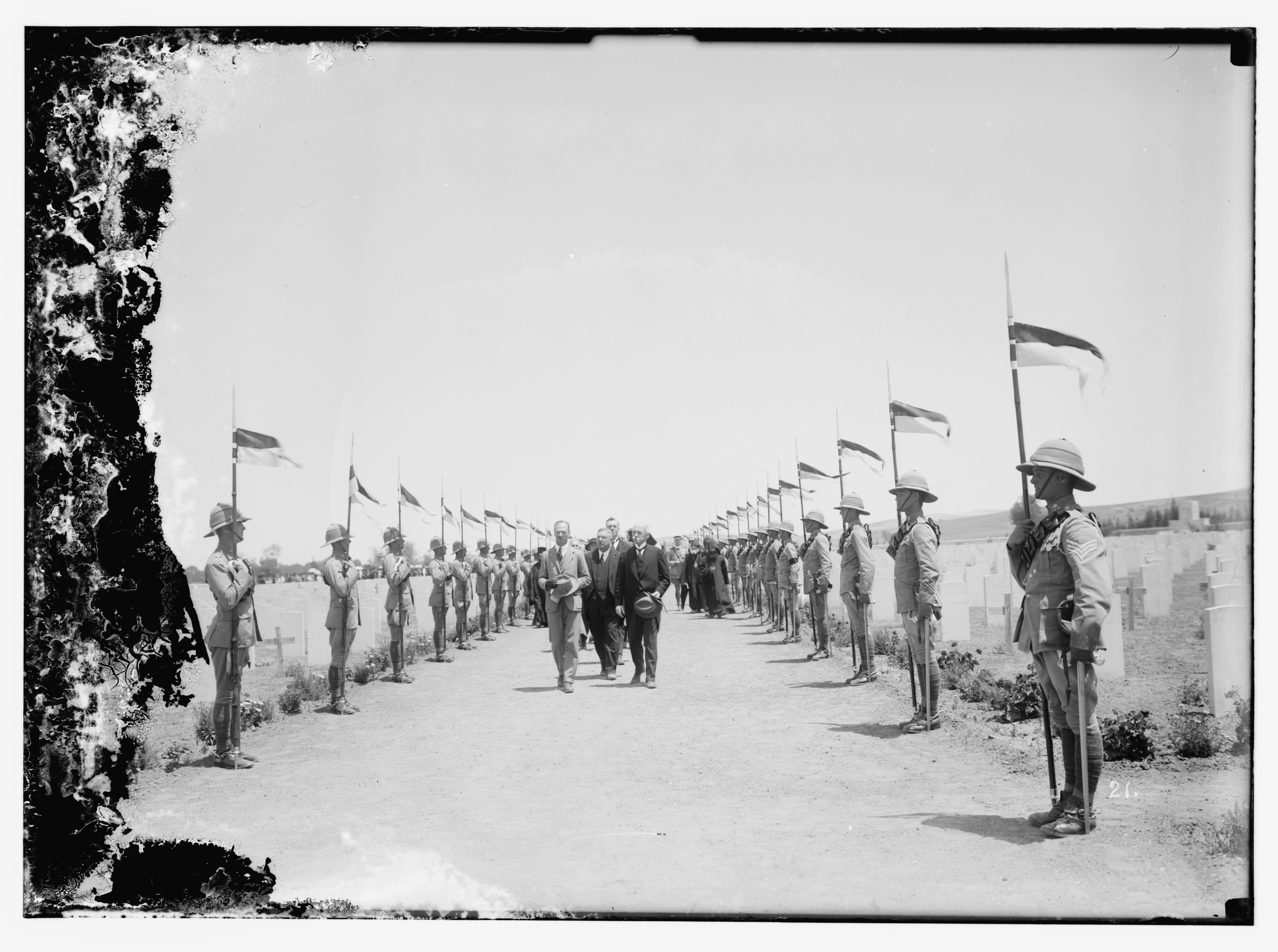
Britische Soldaten in Deir al-Balah, 28. April 1925

Deir al-Balah wurde ab 1922 Teil des britischen Mandatsgebiets Palästina. 1946 gründeten die britischen Behörden einen Gemeinderat zur Verwaltung der Stadt, der jedoch nur begrenzte Zuständigkeiten für zivile Angelegenheiten hatte und einige grundlegende Dienstleistungen bereitstellte.

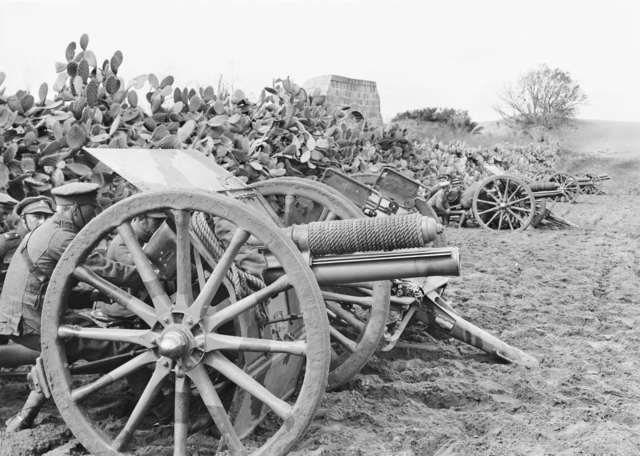
Honourable Artillery Company außerhalb von Deir al-Balah, März 1918

In den Statistiken von 1945 hatte Deir al-Balah eine Bevölkerung von 2.560; 40 Christen und 2.520 Muslime, mit 14.735 Dönüm Land. Davon entfielen 327 Dunams auf den Anbau von Zitrusfrüchten und Bananen, 472 auf Plantagen und bewässerbares Land, 14.438 auf Getreide.

### Palästinakrieg und israelische Besatzung
Im Vorfeld des Palästinakrieges von 1948 beteiligten sich Einwohner von Deir al-Balah an Kämpfen mit dem nahegelegenen Kibbuz Kfar Darom. Während der Kämpfe erlitt die Stadt starke Verluste. Während des Krieges eroberte Ägypten die Stadt zusammen mit anderen Städten in einem Gebiet, das als Gazastreifen bekannt wurde. Die ägyptische Herrschaft brachte relativen Wohlstand nach Deir al-Balah. Die Stadt erlebte eine boomende Zitrusindustrie, die durch die Entdeckung eines beträchtlichen Grundwasserreservoirs in der Nähe ermöglicht wurde.
Während des Sechstagekrieges im Juni 1967 führte der Bürgermeister von Deir al-Balah, Sulaiman al-Azayiza, kurzzeitig den lokalen Widerstand gegen die anrückende israelische Armee an, bis er die Stadt kurz darauf offiziell aufgab. Die israelischen Behörden übernahmen die Kontrolle über die Quellen, eine der wichtigsten Bewässerungsquellen Gazas. Dieser Schritt, gepaart mit der zunehmenden Konkurrenz durch israelische Zitrusbauern, schadete der lokalen Zitrusindustrie. 1982 wurde der Bürgermeister entlassen und der Gemeinderat von Deir al-Balah aufgelöst und durch eine vom israelische Militärverwaltung ersetzt. Im Verlauf der israelischen Besatzung dehnten sich die städtischen Gebiete von Deir al-Balah auf landwirtschaftlich genutzte Gebiete aus, was größtenteils auf Baubeschränkungen zurückzuführen war, die eine organisierte Expansion behinderten.

### Intifada zur palästinensischen Selbstverwaltung
Als 1987 die Erste Intifada ausbrach, beteiligten sich die Bewohner von Deir al-Balah am Aufstand gegen die israelische Herrschaft. Bei dem Aufstand wurden etwa 30 Einwohner getötet, der 1993 mit dem Oslo-Abkommen zwischen der Palästinensischen Befreiungsorganisation (PLO) und Israel offiziell endete.
Im Jahr 1994 geriet Deir al-Balah aufgrund des Gaza-Jericho-Abkommens, nach 27 Jahren israelischer Besatzung, als erste Stadt offiziell unter die Kontrolle der Palästinensischen Autonomiebehörde.
Die Stadt war während der Zweiten Intifada im Jahr 2000 häufig Ziel israelischer Militärangriffe, teilweise aufgrund von Kassam-Raketenangriffen palästinensischer Milizionäre.
Auch die Gebiete rund um die Stadt waren häufig Ziel von Zerstörungen. Am 4. Januar 2004 haben israelische Behörden etwa 50 Dunam (5 Hektar) Land im Gebiet Abu al-Ajen östlich des Zentrums von Deir al-Balah dem Erdboden gleichgemacht. Später am 7. Januar berichtete das Applied Research Institute-Jerusalem (ARIJ), dass „israelische Bulldozer unter schwerem Beschuss in das Gebiet al-Hikr südlich der Stadt Deir el-Balah vordrangen und 70 Dunams (7 Hektar) mit Guaven und Orangenhainen bepflanztes Land dem Erdboden gleichmachten.“

### Entwicklungen während der Gazakriege
Am 2. Januar 2009 wurde Deir al-Balah während des Krieges von der israelischen Armee im Rahmen ihrer einmonatigen offensiven Operation „Gegossenes Blei“ beschossen.

Anfang Dezember, im zweiten Monat des Israel-Gaza-Krieges 2023, schnitten IDF-Panzer den Durchgang von Khan Yunis nach Deir al-Balah ab, was einem anschließenden schweren Bombenangriff ausgesetzt war. Die IDF-Kampagne in der zentralen Region des Gazastreifens, brachte mehrere Wohnhäuser zum Einsturz und tötete mehr als 45 Menschen. Aufgrund der Bombardierung ist das örtliche Shuhada Al-Aqsa-Krankenhauses mit Patienten überschwemmt. Ärzte bezeichneten den Bombenangriff am 3. Dezember als einen außergewöhnlich „blutigen Tag“.

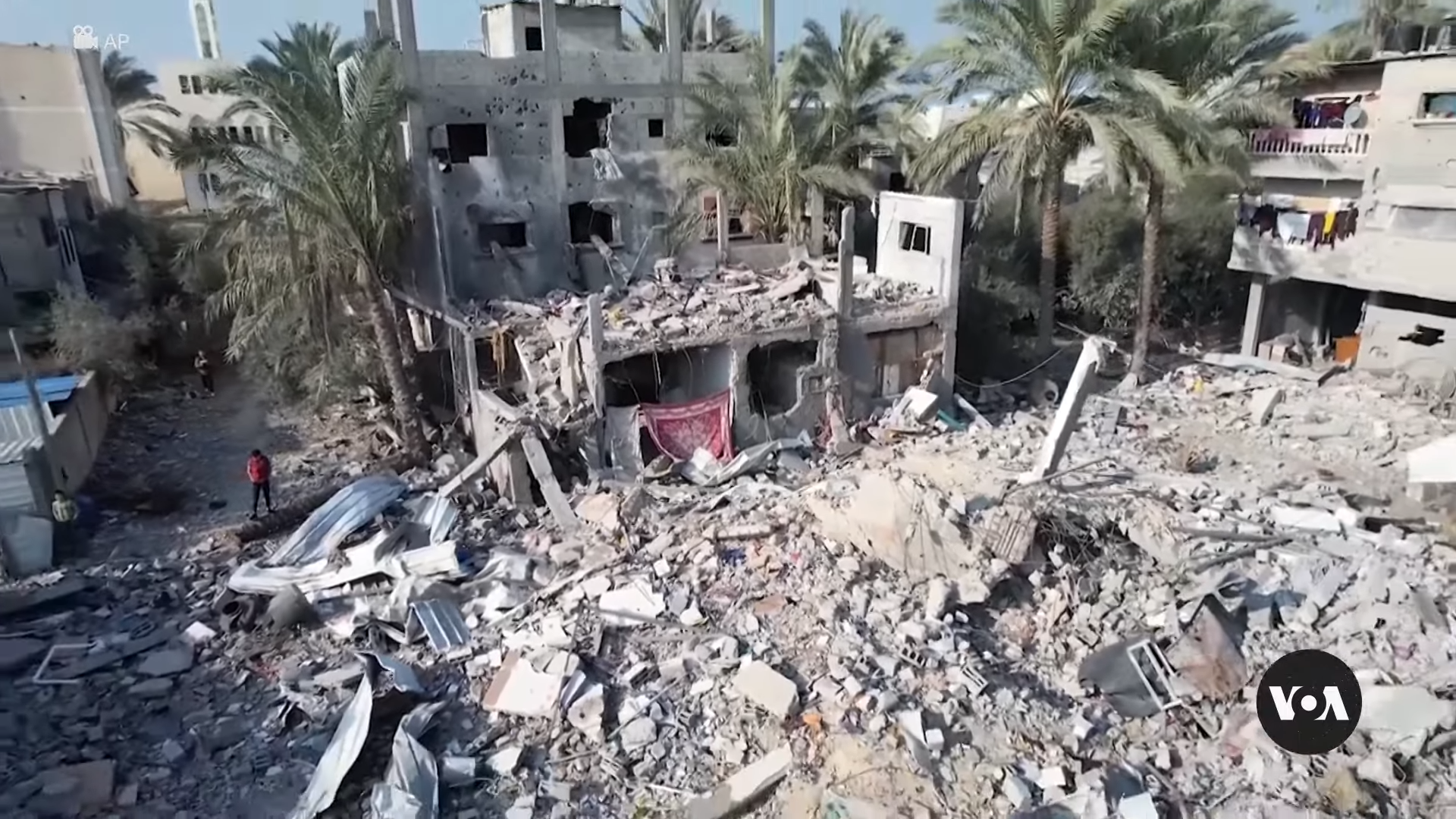
Zerstörung in Deir al-Balah nach israelischen Luftangriffen, 2024

Bei einem israelischen Luftangriff am 10. Januar 2024 wurden mindestens 20 Menschen getötet, als ein Luftangriff ein zweistöckiges Gebäude in der Stadt Deir al-Balah in der Nähe des Al-Aqsa-Krankenhauses traf. Am selben Tag wurden vier Arbeiter des palästinensischen Roten Halbmonds auf der Saladinstraße in Deir al-Balah getötet. Die PRCS beschuldigte Israel, absichtlich einen Krankenwagen angegriffen zu haben, was das israelische Militär bestritt. Einer der Toten bei dem Bombardement war der palästinensische Journalist Ahmad Bdeir. Die Generaldirektorin Audrey Azoulay der UNESCO bedauerte den Tod des Journalisten.
Am 10. Juli 2025 tötete die israelische Armee bei einem Luftangriff auf Deir al-Balah zumindest 66 Menschen, darunter 15 Personen, die bei einer Klinik, die von der US-amerikanischen Hilfsorganisation Project HOPE betrieben wird, um Babynahrung angestellt waren. Unter den Toten waren auch acht Kinder. Der israelische Journalist Gideon Levy beschrieb den Angriff und verglich ihn mit jenem auf Guernica im Jahr 1937.

## Flüchtlingslager Deir al-Balah
Das Lager Deir al-Balah (arabisch: مخيّم دير البلح) ist ein palästinensisches Flüchtlingslager einen Kilometer nordwestlich des Zentrums der Stadt, zu der es wegen der Nähe praktisch gehört. Das Lager besteht aus Betongebäuden und verfügt über acht Schulen, Abwasserkanäle und andere kommunale Dienstleistungen. Nach Angaben des palästinensischen Zentralamts für Statistik hatte das Lager im Jahr 2017 eine Bevölkerung von 6.985. Es ist das kleinste Flüchtlingslager der insgesamt 8 im Gazastreifen. Das Camp wurde auf einer Fläche von 0,16 Quadratkilometern errichtet. Die meisten Einwohner sind während der Nakba aus Dörfern im südlichen und zentralen Palästina geflohen. Im März 2023 betrug die beim Hilfswerk der Vereinten Nationen (UNRWA) registrierte Bevölkerung 26.674 Personen.

## Verwaltung und Demografie

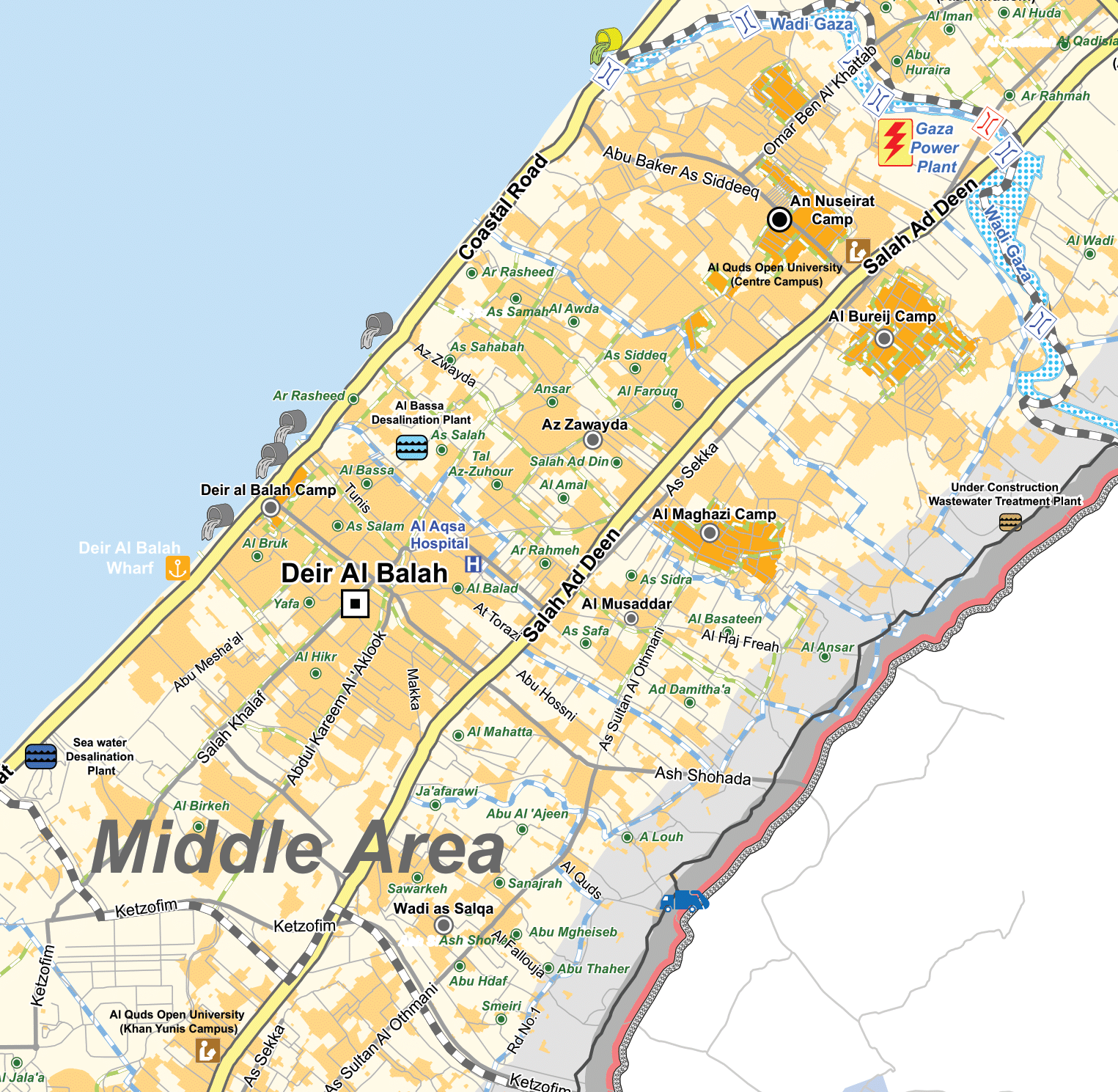
Stadt und Gouvernement Deir al-Balah, die Stadt befindet sich im Zentrum des Gazastreifens

Der erste Dorfrat von Deir al-Balah wurde 1946 gegründet und eine gewählte lokale Regierung verwaltete die Stadt weiter, bis die israelischen Militärbehörden 1982 den Rat auflösten und einen Bürgermeister ernannten. 1994 erhielt Deir al-Balah von der Palästinensischen Autonomiebehörde den Status einer Stadt. Der palästinensische Präsident Jassir Arafat ernannte Samir Mohammed Azayiza zum Bürgermeister, bis er ihn im Jahr 2000 durch Sami Abu Salim, einen wohlhabenden Geschäftsmann aus der Stadt, ersetzte. Zu den Dienstleistungen und Funktionen der Gemeinde gehören Stadtplanung, Wartung und Reparatur der Infrastruktur, Bereitstellung von Versorgungsleistungen, Schulverwaltung und Müllabfuhr.
Deir al-Balah wird derzeit von einem 15-köpfigen Gemeinderat verwaltet. Obwohl die Stadt Hochburg der Fatah galt, besiegten sie die Kandidaten der Hamas die Fatah bei den palästinensischen Kommunalwahlen 2005 mit großem Abstand und eroberten 13 Sitze. Trotz ihrer politischen Zugehörigkeit traten alle Kandidaten als Unabhängige an. Auch zwei Kandidatinnen errangen Sitze. Der örtliche Scheich, Schulbetreiber und Hamas-Mitglied Ahmad Harb Kurd erhielt die meisten Stimmen und ist damit der derzeitige Gemeindevorsteher.

### Demografie
Laut einer 1922 von den britischen Mandatsbehörden durchgeführten Volkszählung hatte Deir al-Balah eine Bevölkerung von 916 Einwohnern. Die Volkszählung von 1931 listet 1.587 Einwohner auf (1.577 Muslime und 10 Christen). Mit einer Bevölkerung von 2.560 (2.520 Muslime und 40 Christen) im Jahr 1945 war Deir al-Balah ein relativ großes Dorf.
Der Zustrom palästinensischer Flüchtlinge während der Nakba aus den umliegenden Gebieten, die Israel während des Palästinakrieges von 1948 eingenommen hatte, führte zu einem drastischen Bevölkerungswachstum. Bei der Volkszählung von 1997 durch das Palästinensische Zentralamt für Statistik (PCBS) wurde die Bevölkerung von Deir al-Balah mit 42.839 Einwohnern erfasst, eine Zahl, die das angrenzende Lager Deir al-Balah (das kleinste Flüchtlingslager im Gazastreifen) einschloss. Fast 75 % davon war unter 30 Jahre alt.
Die gesamte Bevölkerung von Deir al-Balah ist inzwischen muslimisch. Bis zur Mitte des 19. Jahrhunderts gab es eine beträchtliche griechisch-orthodoxe christliche Bevölkerung.
Heute stellen Flüchtlinge die Mehrheit der Bevölkerung dar und machten 1997 über 66 % der Einwohner der Stadt aus. Zu dieser Zahl gehörte jedoch auch das Lager Deir al-Balah.
Deir al-Balah hatte beim letzten offiziellen Zensus 2017 laut dem Palästinensischen Zentralamt für Statistik 75.132 Einwohner.
| Jahr | Typ       | Bevölkerung        |
| ---- | --------- | ------------------ |
| 1596 | Defter    | 1.500              |
| 1922 | Zensus    | 916                |
| 1931 | Zensus    | 1.587              |
| 1945 | Schätzung | 2.560              |
| 1997 | Zensus    | 42.839 (mit Lager) |
| 2007 | Zensus    | 54.439             |
| 2017 | Zensus    | 75.132             |

## Archäologie
In die Wände einiger Häuser im alten Deir al-Balah wurden Säulenschäfte aus weißem Marmor eingebaut. Sie ähnelten den mittelalterlichen Säulen auf dem Tempelberg („Haram ash-Sharif“) in Jerusalem.

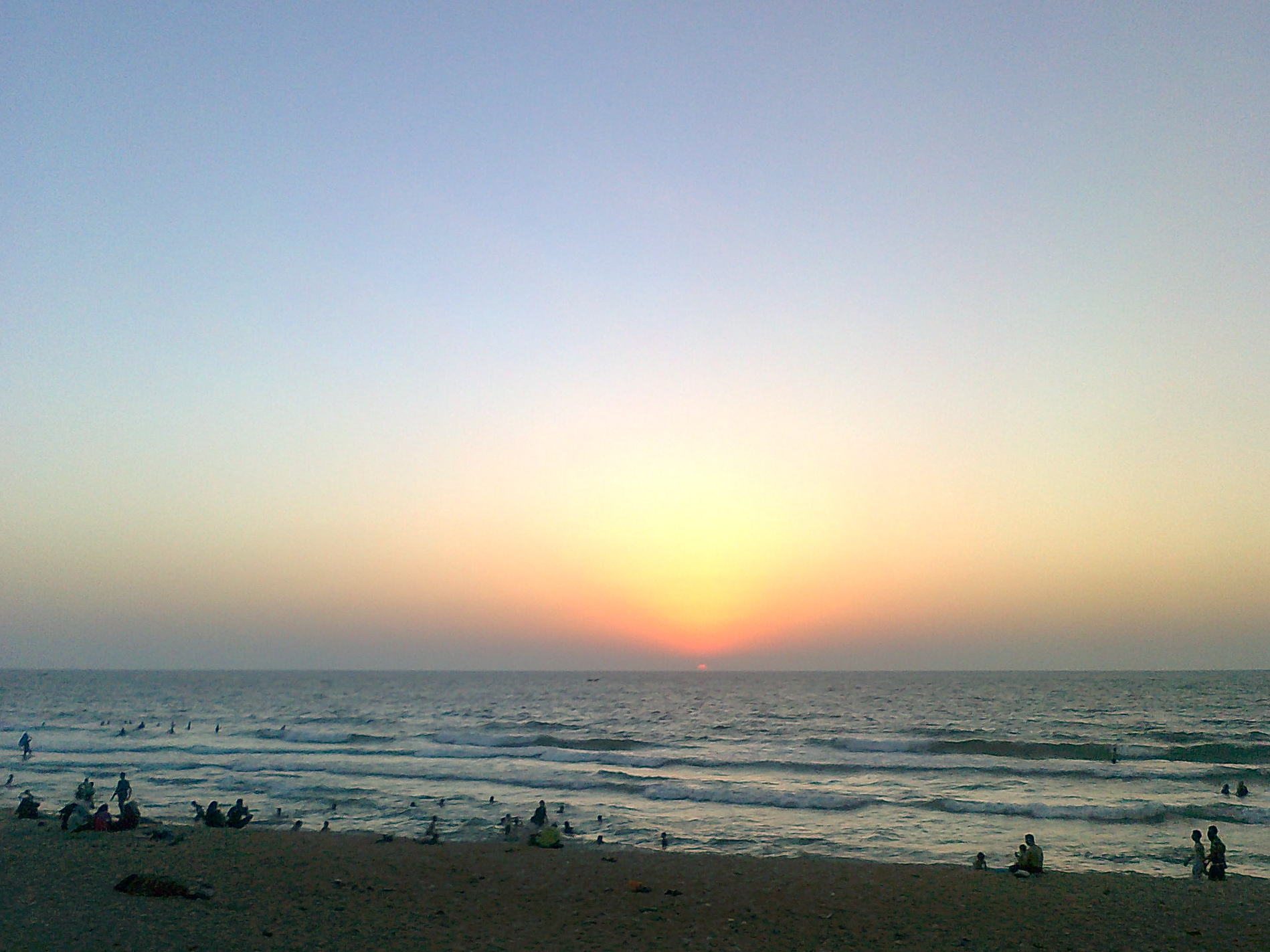
Strand bei Deir al-Balah, 2010

### Moschee von al-Chidr
Die Moschee von al-Chidr (auch „Maqam al-Khader“ genannt) wurde auf dem Gelände eines byzantinischen Klosters errichtet. Die Nord- und Südwände waren mit Stützpfeilern versehen und die Ostwand hatte drei Apsiden. Der Survey of Western Palestine berichtete 1875, dass sich auf einer der Stufen, die zur Tür an der Südwand führten, griechische Inschriften befanden, während auf dem Boden eine zerbrochene Steinplatte mit zwei Malteserkreuzen lag, die offenbar einem Grabstein ähnelte. Weitere Platten und griechische Inschriften wurden im Ostteil der Moschee und im Innenhof gefunden. In der Mitte befindet sich ein Grab aus modernem Mauerwerk, von dem die Überlieferung behauptet, es handele sich um das Grab des Heiligen Georg („Mar Dschirschis“) oder al-Khidr, wie er auf Arabisch genannt wird.
Vor der Hinwendung zum konservativen Islam in Palästina gab es in der Region zahlreiche Kuppelbauten, die muslimischen Schutzheiligen gewidmet waren, darunter die al-Chidr-Moschee in Deir al-Balah. Im März 2016 begann das Ministerium für Tourismus und Antiquitäten im Gazastreifen mit finanzieller Unterstützung der UNESCO und der Nawa-Stiftung mit der Restaurierung der al-Chidr-Moschee. Ziel des Projekts ist es, das Moscheegrab in eine Kinderkulturbibliothek umzuwandeln.

## Söhne und Töchter der Stadt
- Motaz Azaiza (* 1999), palästinensischer Fotojournalist